# Tulima Mauga
Tulimalefo'i Mara L. "Lima" Mauga (sinh ngày 2 tháng 1 năm 2001) là một cầu thủ bóng đá người Mỹ gốc Samoa, chơi ở vị trí tiền vệ cho Green Bay.

## Sự nghiệp
Mauga đã ra mắt quốc tế cho Samoa thuộc Mỹ vào ngày 24 tháng 8 năm 2018, xuất hiện như một người thay thế vào phút thứ 90 cho Ava Mana'o trong trận đấu vòng loại OFC Women's Nations Cup 2018 với Quần đảo Solomon.

## Thống kê sự nghiệp

### Quốc tế
Kể từ ngày 30 tháng 8 năm 2018
| American Samoa | American Samoa | American Samoa |
| Năm            | Số trận        | Bàn thắng      |
| -------------- | -------------- | -------------- |
| 2018           | 3              | 0              |
| Tổng           | 3              | 0              |